# Gutbucket
Gutbucket – kwartet jazzowy, założony w 1999 roku w Nowym Jorku przez Erica Rockwina (kontrabas), Kena Thomsona (saksonfon), Tya Citermana (gitara elektryczna), Paula Chuffo (perkusja). W 2007 roku perkusistę Paula Chuffo zastąpił Adam D Gold. W ich twórczości słychać także wpływy muzyki rockowej, a także rocka progresywnego.

## Dyskografia

### Albumy studyjne
- InsomniacsDream, 2001
- Dry Humping The American Dream, 2002
- Sludge Test, 2006
- A Mdest Proposal, 2009

### Albumy koncertowe
- Live at MS Stubnitz, nagrania koncertowe z lat 2001–2007, wydane w 2008